# Dywizjon 66 RAF
Dywizjon 66 RAF – brytyjska jednostka lotnicza utworzona w 30 czerwca 1916 w Filton jako eskadra, został ostatecznie rozwiązany w 20 marca 1969 roku.

## I wojna światowa
Eskadra została utworzona w Filtron. Pierwszymi samolotami jednostki były Bristol F.2 Fighter. W lutym 1917 roku została wyposażona w samoloty myśliwskie Sopwith Pup. W marcu 1917 roku jednostka została skierowana na front zachodni do Francji. Jednostka wykonywała zadania rozpoznawcze oraz bojowe. W październiku 1917 roku została rozbudowana do wielkości dywizjonu, wyposażona w samoloty Sopwith Camel i przeniesiona na front włoski, gdzie przebywała do końca wojny. Po zakończeniu działań wojennych powróciła do Wielkiej Brytanii. Od marca 1919 roku aż do jej rozwiązania 25 listopada 1919 roku, stacjonowała w Leighterton.
Dywizjon 66 RAF w całym okresie I wojny światowej odniósł ponad 250 zwycięstw.
W jednostce służyło ponad 20 asów myśliwskich, m.in.:
William Barker (16 zestrzeleń), Peter Carpenter (16), Harry King Goode (15), Francis Symodson (13), Gerald Alfred Birks (12), Charles Midgley Maud (11), Gordon Apps (10), Hilliard Bell (10), Christopher McEvoy (9), Harold Ross Eycott-Martin (8), William Myron MacDonald (8), Alan Jerrard (7), Augustus Paget (6), William Carrall Hilborn (6), John Oliver Andrews (5), Harold Koch Boysen (5), Thomas Hunter (5), James Scott Lennox (5), Walbanke Ashby Pritt (5), Patrick Gordon Taylor (5).

## Okres międzywojenny oraz II wojna światowa
Jednostka została ponownie powołana do życia 20 lipca 1936 roku w Duxford. Dywizjon została wyposażony w samoloty Gloster Gauntlet, a wiosną 1938 roku przezbrojony w Supermarine Spitfire. Brał udział w bitwie o Anglię, a następnie w operacji w Normandii oraz na terenie Niemiec. Ponownie została rozwiązana 30 kwietnia 1945 roku.

## Dowódcy jednostki[2]
| Stopień | Nazwisko                      | Okres                   |
| ------- | ----------------------------- | ----------------------- |
| Kapitan | Henry Stewart Walker          | 8.08.1916 – 2.07.1916   |
| Major   | Reginald George Douglas Small | 02.07.1916 – 24.10.1916 |
| Major   | Owen Tudor Boyd               | 24.10.1916 – 19.01.1917 |
| Major   | George L P Henderson          | 19.01.1917 - 23.06.1917 |
| Major   | William Robert Gregory        | 23.06.1917 - 16.10.1917 |
| Kapitan | John Maxwell Warnock          | 16.10.1917 - 23.01.1918 |
| Major   | John T P Whittaker            | 16.10.1917 - 6.02.1918  |
| Major   | Albert Leslie Neale           | 6.02.1918 - 2.10.1918   |
| Kapitan | Harry King Goode              | luty 1919               |

## Oznaczenia burtowe samolotów
- RB - wrzesień 1939
- LZ - wrzesień 1939-1945
- HI - 1946-1949
- LZ - 1949-1951

## Wyposażenie jednostki[3]
- Avro 504 - lipiec 1916-luty 1917
- Sopwith Pup - luty 1917-październik 1917
- Sopwith Camel - październik 1917-marzec 1919
- Gloster Gauntlet - lipiec 1936-grudzień 1939
- Supermarine Spitfire - październik 1938-marzec 1947
- Gloster Meteor - marzec 1948-kwiecień 1954